# Palais Szeps

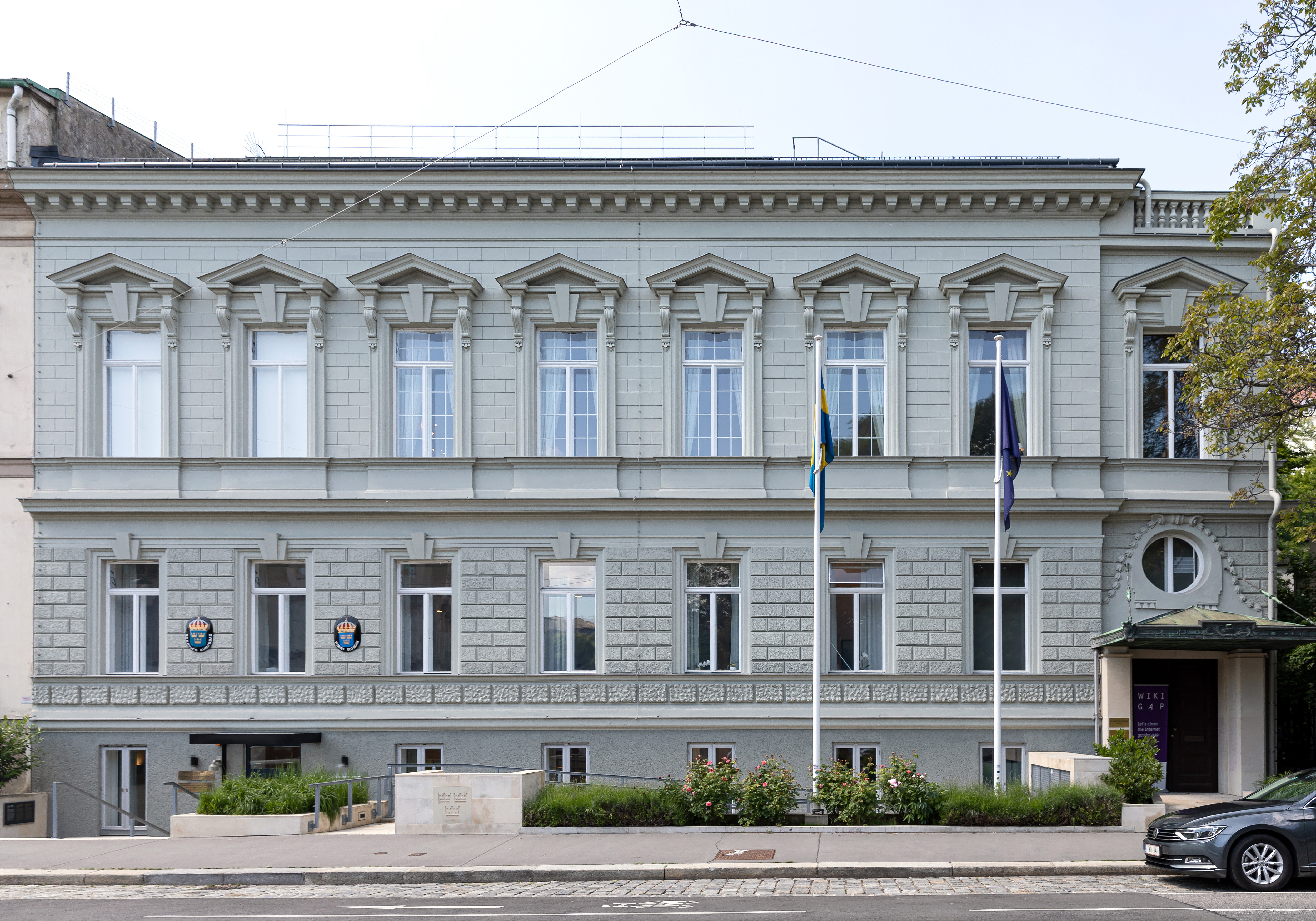
Palais Szeps (2019)

Das Palais Szeps befindet sich an der Liechtensteinstraße 51 im 9. Wiener Gemeindebezirk Alsergrund.

## Geschichte

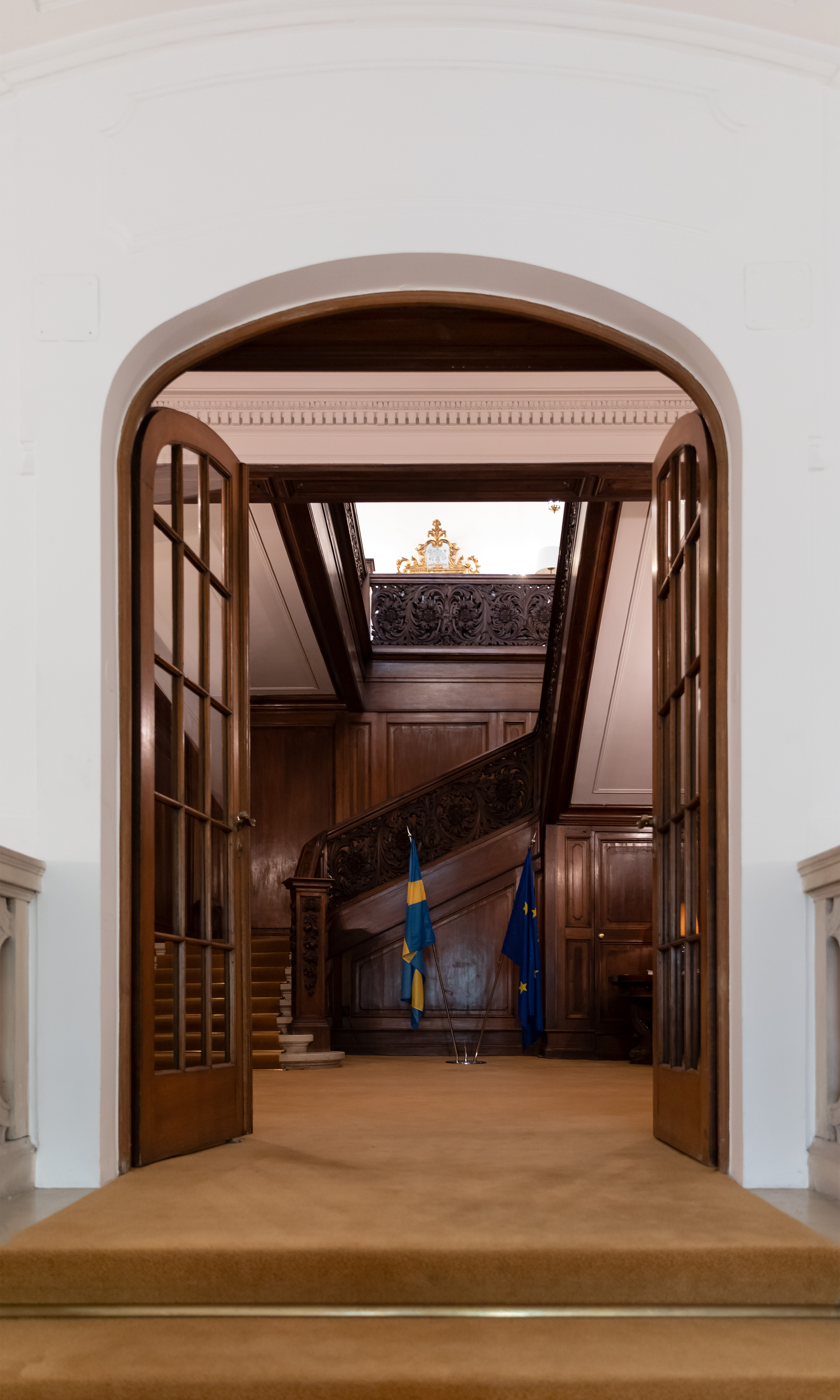
Aufgang zur Beletage

Das Palais wurde 1876/77 im Auftrag vom Zeitungsverleger Moritz Szeps von Ludwig Tischler erbaut. Szeps war ein Vertrauter von Kronprinz Rudolf und seit 1867 Verleger des Neuen Wiener Tagblatts.
Das Gebäude kam 1928 in schwedischen Besitz und ist seit 1960 Sitz der Schwedischen Botschaft in Österreich. Von 2013 bis 2015 wurde es saniert und teils umgebaut. Seit 2014 steht es unter Denkmalschutz (Listeneintrag).

## Architektur
Die Architektur ist Wiener Neu-Renaissance aus der Gründerzeit. In der Beletage weist es kräftige Giebelverdachungen auf, die Eingangshalle ist tonnengewölbt und mit einer Kassettendecke versehen.